# Ferdinand Czeiczner
Ferdinand Czeiczner, křtěný Ferdinand Karl (8. října 1850 Nový Jičín – 24. dubna 1932 Nový Jičín) byl německý průmyslník a komunální politik v Novém Jičíně, kde byl mimo jiné starostou. Pro svou rodinu nechal postavit honosnou vilu v Husově ulici, kde dnes sídlí Městská knihovna.

## Textilní podnikatel
Pocházel ze starobylé rodiny z Nového Jičína, byl synem soukenického místra Johanna Czeicznera. Po reálce v Novém Jičíně vystudoval textilní školu v Brně, poté sbíral zkušenosti v textilním provozu svého strýce, v roce 1875 převzal firmu svého otce. Z podniku vybudoval prosperující továrnu na vlněné zboží, přikoupil několik budov, zmodernizoval výrobu, zavedl nové metody při manipulaci s prádlem a koncem 19. století převzal i továrnu Heinricha Hosche.
V červnu roku 1875 se oženil s Rosou Seibertovou (1856–1927), která pocházela taktéž z novojičínské továrnické rodiny a angažovala se v německém spolkovém životě v Novém Jičíně. Měli spolu tři dcery, jejichž manželé však nejevili zájem o pokračování tradice v textilním podnikání (jedním z nich byl poslanec Moravského zemského sněmu Maximilian Preisenhammer). Ferdinand Czeiczner proto v roce 1909 prodal svou továrnu švagrovi Karlu Steinbacherovi.

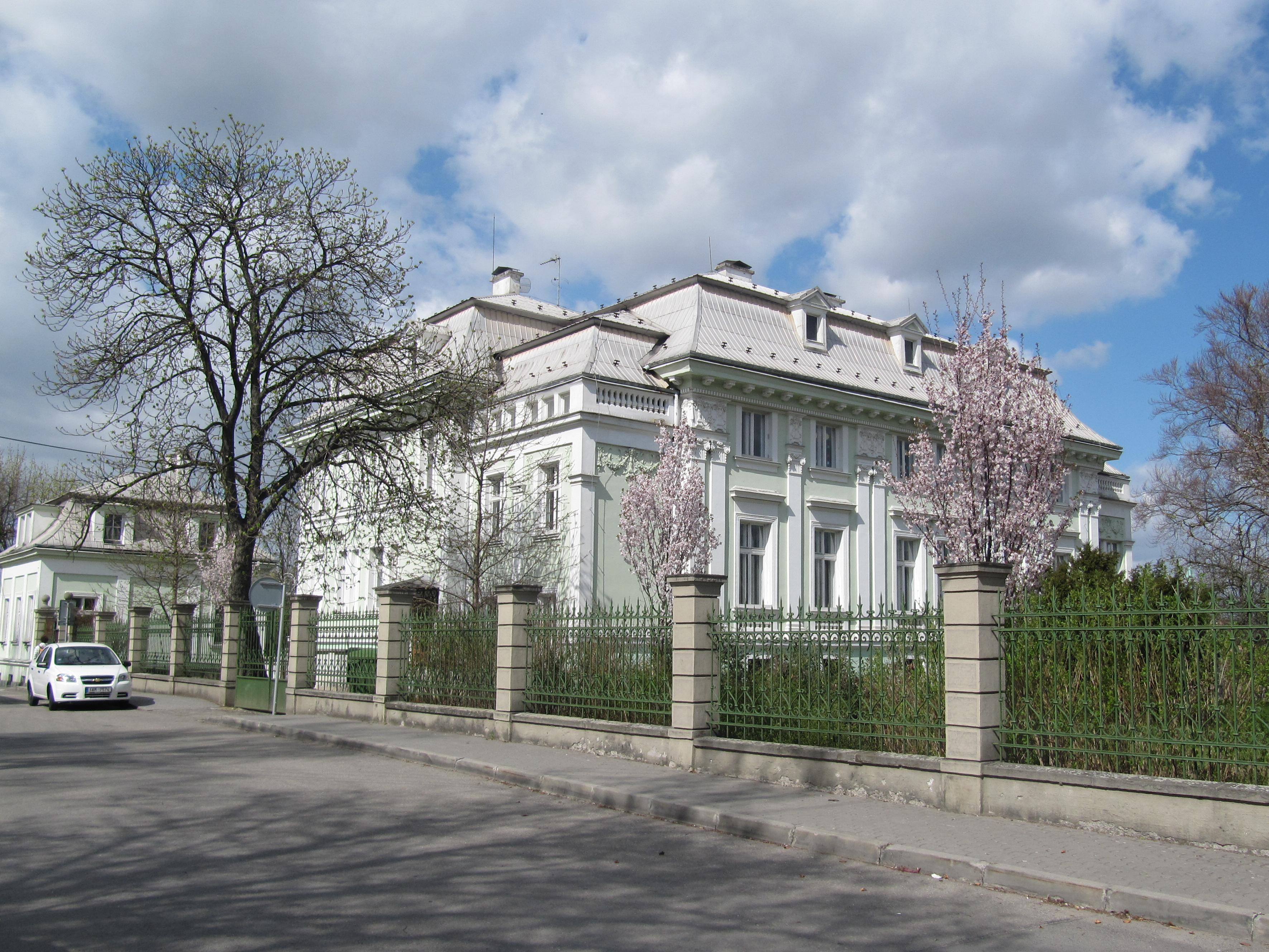
Vila Ferdinanda Czeicznera v Husově ulici v Novém Jičíně

## Veřejné působení v Novém Jičíně
Od roku 1882 byl členem městského zastupitelstva v Novém Jičíně, kde pracoval převážně ve stavební komisi. Jeho hlavní zásluhou bylo vybudování městského vodovodu, na jehož výstavbu osobně dohlížel, s jeho jménem je spojen i vznik spolkového domu (dnešní Beskydské divadlo), školy v Tyršově ulici nebo městských jatek. Několikrát byl zvolen starostou, funkci ale přijal jen na krátké období v letech 1905–1908. Již v roce 1892 obdržel v Novém Jičíně čestné občanství a práce v městském zastupitelstvu se účastnil až do roku 1918. Byl též členem Obchodní a živnostenské komory v Olomouci.
Za první republiky žil v soukromí ve své vile v dnešní Husově ulici, kterou nechal postavit v roce 1909. Svou závětí určil vilu pro kulturní účely, k naplnění odkazu ale došlo až po roce 2001, kdy byla vila adaptována pro potřeby Městské knihovny.